# イスラームにおける結婚

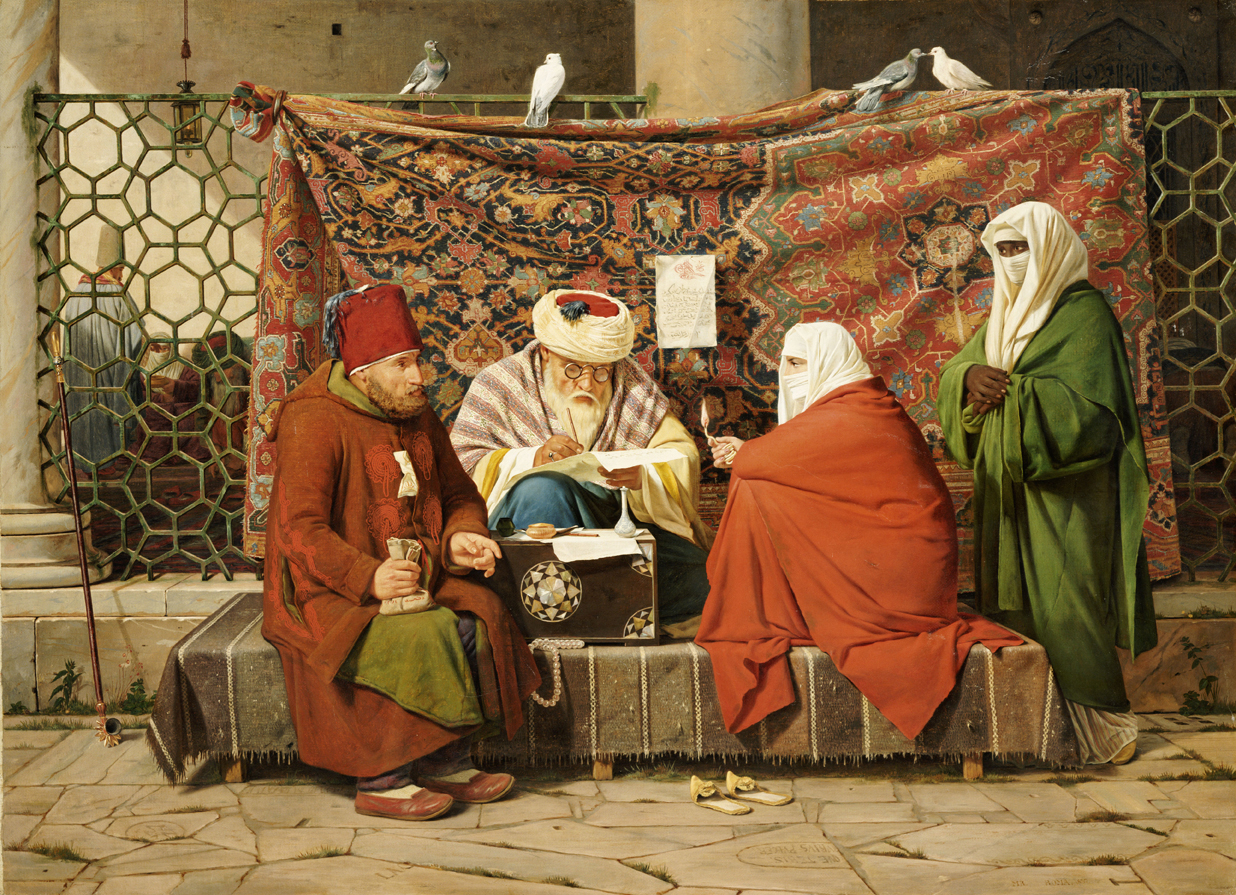

イスラームにおける結婚（イスラームにおけるけっこん）とは、二者の間で行われる法的な契約である。新郎新婦は自身の自由な意思で結婚に同意する。口頭または紙面での規則に従った拘束的な契約は、イスラームの結婚で不可欠だと考えられており、新郎と新婦の権利と責任の概要を示している。イスラームにおける離婚は様々な形をとることができ、個人的に夫側から行われる場合や、正当な原因で法的結婚の上訴に成功し、原告となった妻に代わった宗教裁判所によって行われる場合もある。
死ぬか離婚するまでの通常の結婚に加えて、シーア派の十二イマーム派によってのみ許可されているムトア婚（zawāj al-mutʿa(p1045)（快楽結婚））と呼ばれる、期限付きの結婚がある(p242)。また、一部のスンナ派法学者によって認められている、同居などのいくつかの条件を取り除いた、一時的ではないミスヤール婚もある。

## 用語
イスラーム法では、結婚（より具体的に言うと"婚姻契約"）はニカーフ（nikāḥ）と呼ばれ、クルアーンの中では専ら結婚の契約の意味として使われていた 。ハンス・ヴェーアによって著された『現代文語アラビア辞典』では、ニカーフは「結婚、特に婚姻契約や婚姻、結婚生活」の意味として、定義されている 。少なくともパキスタンなどの一部のイスラム文化の一部の結婚ではニカーフ契約と、花嫁が花婿と一緒に暮らし始めるルフサティーとの間に遅れがある場合があり、例えば、夫が良い仕事と家を手に入れ、妻が彼と一緒に引っ越してくるというような場合は時間差がある。

## 歴史
Schacht (1995) によると、イスラームにおける結婚の特徴点の多くはイスラーム誕生当時のアラブ諸族の習慣法にさかのぼる。この意味において、婚姻を律するイスラーム法の諸規定は父系血縁原理に基づく社会システムに立脚している。男性に大きな自由を認めていながら同時に、母系血縁原理に基づく旧社会システムの痕跡もある。イスラーム以前のアラブ社会は部族制社会であり、固定した政治権力のようなものはなかった:3-4。婚姻は、当事者間の契約すなわち、求婚者男性と女性の保護者（父親、父親がいない場合は近親の男性）との間の婚姻契約が結ばれれば、成立した。女性の同意は必ずしも必要ではなかった。マフル mahr と呼ばれる婚資が求婚者から女性側に支払われる慣習が存在したが、結婚する女性自身が受け取れず、保護者が受け取ることもあった:8-9。なお、前イスラーム時代において婚資マフルは常に求婚者男性から女性の保護者へ支払われていたわけではなく、女性自身に与えられることが既に一般化していた。婚資マフルが本来は女性が受け取るものであって保護者が受け取るのは女性の権利の侵害であったか否か、本来は保護者あるいは両親が受け取るものであったが次第に女性が受け取るようになっていったのか否か、といった問題について言われていることは、すべて推測にすぎない:8-9。
「イスラームにおける結婚」を指すアラビア語の単語、ニカーフ nikāḥ は本来「性交」を意味した。しかしクルアーンの時点でもう「婚姻」の意味でしか使われていない。Rahim (1911) によると、前イスラーム時代におけるニカーフ nikāḥ は4つの類型に分けられる:10-16:31-33。第一は、上述の求婚者の男性と女性の保護者の合意に基づくニカーフである:31-33。第二は、自家の子孫が高貴な子種によるものになることを望む夫が、自分の妻を部族長とニカーフさせるものである:31-33。この場合、夫は妻と一時的に離れるが、妻の妊娠が首尾よく進行すると妻のもとに戻る:31-33。第三は、女性が複数の男性を招待してニカーフするものである:31-33。この場合、男性の数は10人以下に限られる:31-33。女性が妊娠して子どもを得ると、女性は招待してニカーフした男性らを呼び、父親を指名する権利を有する:31-33。指名は拒否できない:31-33。第四は、いわゆる買売春にあたるニカーフである:31-33。売春婦には一定数の顧客がおり、彼女らの幕屋には顧客を呼ぶための特別な印のついた旗が立っていた:31-33。彼女らが妊娠して子を成した場合は、その幕屋を頻繁に訪れていた男性が集められ、人相見が父親を決定した:31-33。
7世紀にアラビアにイスラームが誕生する前は、様々な婚礼様式が存在した。当時最も一般的に知れ渡っていた形は合意による結婚、誘拐婚、婚資（マフル）による結婚、相続による結婚、および、ムトア婚などで構成されていた:31-33。メソポタミアでの結婚は、正妻や内妻で構成されるハレムを持つ王族を除いて、一夫一婦制がとられていた。ササン人の社会は、結婚や離婚の際に互いの同意を必要としていたが、ゾロアスター教に従って、女性は結婚すると所有物と見なされていた。
イスラーム教の資料によれば、7世紀以前のアラビアに住む女性の多くは、結婚において制御する力をほとんど持たなかった。彼女らは滅多に婚約や子供の養育権に縛られず、同意を求められることはなかった。女性の方から離婚することは滅多に許されず、彼女らの考えは結婚と離婚のどちらにおいても考慮されるものではなかった。しかしながら、非イスラーム社会からイスラーム社会の移行期では、上流階級の女性は汚名を残さずに離婚と再婚ができた。彼女らは婚姻契約の条件を交渉する力をもっており、離婚の手続きを自ら始めることさえできた。

## イスラームによる改革
ムハンマドは、預言者として活動していた時代に存在した一般的な婚礼に関する法律や手順の改革を行った。合意による結婚の規則は改革され、厳しい一連の規則や規制が導入された。遺産による婚礼は禁止された。そうした習慣を禁止したクルアーンの様々な章や節が啓示された。
クルアーン4章3節の啓示を根拠に、シャリーアでは、内妻を含まずに、男性が一度に持つことができる妻の人数は4人までに制限されると解釈されている。その結婚の制度は女性が多少利害関係を持つ当事者に改良された。持参金は花嫁の父ではなく花嫁が所有権を持つものになった。イスラーム法の下では、 結婚はもはや「地位」ではなく「契約」と見なされていた。今では、婚約の重要な要素は男性の申し出、女性による受諾、持参金の支払いなどの条件の履行によるものである。女性の同意は、積極的にまたは沈黙によって与えられることが必要であった。さらに、申し出と受諾は、少なくとも2人の証人の面前で行われなければならなかった。

## 条件
イスラームの結婚は新郎新婦の受諾 （アラビア語: قُبُوْل qubūl) と花嫁の保護者であるワリー (wali)の同意が必要である。通常、花嫁のワリは男性の親戚であり、花嫁の父親が好ましい。花嫁がキリスト教徒かユダヤ教徒ではない限り、ワリーは奴隷でないムスリムしかなることができない。そのような場合には、花嫁は自身と同じ宗教的背景を持つ者によって引き渡されるべきであった。
”Walī mujbir" (وَلِي مُجْبِر、ワリー・ムジビル) はイスラーム法の専門用語であり、花嫁の保護者を意味していた。伝統的なイスラーム教では、ワリの文字通りの定義は、 親権者や保護者を意味して使われた。この文脈では、花嫁の沈黙は結婚に同意するとみなされる事を意味した。イスラーム法のほとんどの学派では、花嫁の父親または父方の祖父のみが花嫁の正式な保護者になることができる。
クルアーンの24:33にはたとえ信者が貧しくとも、不道徳から身を守るため結婚するべきと書かれている。クルアーンの24:33では結婚は自分の性的欲求を満たすための正当な方法であると主張されている。イスラームは性交や交際の価値を認めていて、結婚を基本的なニーズの充足を導く家族の基盤として提唱している。ムハンマドの言葉によると、結婚は高く評価されており、信仰の半分とみなされている。結婚が義務的なものであるか単に許可されているかどうかは、様々な学者によって調査され、「ある人が結婚する資産を持っていて、結婚した際に、妻を虐待したり、違法的な罪を犯す恐れがない場合、その結婚は mustahabb (好ましい)」という同意がある。

### 前提条件
クルアーンの4:24では結婚を執り行う際に、いくつかの条件が述べられている。
- 結婚は契約と花嫁に提供される義務的な富の金額の下で執り行われるべきものであり、ここではこれをマフルと称する。ひとたびムスリムの夫の義務であるという認識でマフルが確定されると、新郎新婦による支払いを遅らせる相互の合意がない限り、花婿は結婚する時に花嫁に支払う必要がある。2003年に、Rubya Mehdiによって出版された記事では、ムスリムの間のマフルの文化が徹底的に見直された。イスラームにはダヘーズのような持参金の概念自体がない[31]。持参金は花嫁の家族から花婿への支払いであり、そしてこれはイスラームの習慣ではない。婚資もまた、明確に禁止されている。
- もう一つの結婚の条件として貞操がある。姦淫を犯した者は両者がこの罪を誠実に悔い改める場合を除いて、貞潔な者と結婚する権利がない[32][33]。
- 男性が結婚する場合は、ムスリムまたは啓典の民（ユダヤ教徒、サービア教徒そしてキリスト教徒）の貞潔な女性との結婚は許可されているが、多神教徒（または「偶像崇拝者」）との結婚は許されていない。女性の場合、ユダヤ教徒、サービア教徒そしてキリスト教徒との結婚や多神教徒（偶像崇拝者）との結婚は禁止されている。つまり、女性はムスリムとの結婚しか許されていないのである[34][35]。
- 女性の口頭による同意は、女性が処女ではなく、女性のワリが自分の父親または父方の祖父のどちらでもない場合のみ必要とされる。しかし、処女の場合はその女性の許可なしに結婚することはできない。もしその女性が内気で自分の意見を述べることができなかったら、その沈黙は暗黙の合意として見なされた (Al Bukhari:6968)[36][37]。ビンディ・クダムが言うには、寡婦になった時に父親がひとりで娘の結婚を成立させた。彼女はその決定が気に入らなかったため、ムハンマドのもとに行き、ムハンマドは結婚を取り消す許可を与えた[38]。したがって、強制結婚はイスラームの教えに背くことになる。そして、成人になる前に結婚を余儀なくされた女性は結婚した時点で異議を唱える権利がある[39]。
- ワリの重要性は異なる学派の間で議論されている。ハナフィー学派では、たとえ最初の結婚であっても男性の保護者は花嫁が結婚するのに必要とされない。それゆえ、婚姻契約は花婿とワリではなく新郎新婦の間でおこなわれる。ハンバル学派、シャーフィイー学派そしてマーリク学派ではワリは処女の女性が結婚するために必要とされる。これらの学派では、もし女性が離婚した場合、 その女性自身が保護者となり、婚姻契約の際にはワリは必要としない[40]。

### 権利と配偶者の義務
イスラームによれば、男性も女性も婚姻契約を結ぶとき、互いに対して権利があり、夫はほとんどの間、自身の財産を用いて、家族の保護者及び支援者としての役割を果たすことになる[Quran 4:34]。この後見制度は両夫婦にとって、2つの特徴がある。夫は妻たちやその生まれる子供全員の福祉と生活費に経済的責任を負っており、少なくとも家、食べ物、衣服を提供することを含める。見返りとして、夫の所有物を保護し富の使い道を管理するのは妻の義務である。妻が法的に自らの資格で富を持っている場合、妻は自身の権利で財産や資産を所有することができるため、夫や子供にその富を費やす必要はない。つまり夫は妻の要望がある場合を除き妻の財産や資産に対する権利を持っていない。様々な注釈家が夫の妻に対する優越は相対的であり、妻の服従もまた制限的であると述べている。
女性は また、夫が自分の責任を果たさない場合、女性が自分から離婚を求めても汚名が残らないという注意書きがある [Quran 4:128] 。クルアーンには女性を正当に扱うことには感情的な支援も含まれ、性的不道徳で有罪とされない限り、女性に贈られたマフルや結婚の贈り物は取り戻す事ができないと男性に注意している [Quran 4:19]。

### マフル、持参金そして贈り物
マフル (donatio propter nuptias) はムスリムの結婚にとって義務であり、花婿から花嫁に支払われる点で結婚の持参金や贈り物とは異なる。マフルの金額または所有物は、結婚の時に花嫁の独占的使用のために花婿から花嫁に支払われる。マフルはお金である必要はないが、金銭的価値のあるものではなくはいけない。それゆえ、「愛、正直さや誠実さといったものは、道徳のある人の特徴であるが、マフルたり得ない」。もし婚姻契約に正確な指定されたマフルが含まれない場合、夫は依然として司法上決められた金額を支払わなくてはならない。
マフルはクルアーンやハディースに何度も言及されている、花婿がマフルとして支払う金額に上限はないが、最低でも夫が亡くなった時や離婚した場合に女性が自立して生きていける金額が十分である。
事前の相互の合意により、マフルは婚姻契約の署名の時に花婿から花嫁に部分的に支払われ（これはmu'qadamm (アラビア語: مقدم)と呼ばれる）、後の部分は結婚の間の日に支払うよう延期されるということがある（これはmu'akhaar (アラビア語: مؤخر)と呼ばれている）。そのような合意のせいでマフルの満額が法的に要求できなくなるというようなことは一切なく、結婚している時に妻（及び結婚で生まれたあらゆる子）に対して適切な家、食物、衣服を提供する義務を果たす間、夫が合意を履行する義務が放棄されたり軽んじられたりすることもあってはならない。クルアーンにもこの点に関する記述がある ([4:4]、[5:5] 、[60:10]) 。

## 婚姻契約と強制/非合意の結婚
婚姻契約は花嫁のワリ（保護者）と新郎新婦の間で行われる。花嫁のワリは奴隷でないイスラーム教徒しかなることはできない。花嫁のワリは通常、花嫁の男性の親族であり、花嫁の父親が好ましいとされる。大多数の学者によれば、花嫁が処女の場合、正式な保護者は花嫁の明確に示された意思なしで花嫁に結婚を強いることはできない。さらには、両者ともシーア派の学者であるルーホッラー・ホメイニー やアリー・スィースターニー （ムジュタヒドやマルジャの資格を持っている）、そして現代のほぼすべての学者によれば、結婚は花嫁の同意なしでは無効であり、いかなる恩義によろうとも結婚は公的・合法なものとはならない 。
注目すべきこの例はハナフィー学派（イスラーム教の伝統的な4つの学派の中で最も大きい）であり、この学派は花嫁が思春期になった場合、花嫁の許可を必要とすると考えている。彼らはまた思春期になる前の花嫁に結婚を強制した場合、思春期に達したと同時に花嫁が望めば結婚を無効にする選択肢があると考えている。花嫁の父親または父方の祖父以外のワリはwali mukhtar（ワリ・ムフタール、「選ばれた保護者」）と呼ばれ、花嫁の同意を必要とする。仮に花嫁がその問題に沈黙する場合、つまりワリがとある男性に嫁にやろうと表明した場合、花嫁が反対しなければ、花嫁の反対がなかったとして合意は認められる。
Abu Hurayrahは預言者は「処女でない女性は、自身の指揮なしで結婚することはできない。また、処女は自身の許可なしに結婚することはできない。そして、彼女が黙っていることは十分な許可である（彼女の自然な内気さのため）と述べたと報告した (Al-Bukhari:6455, Muslim & Others)。
ハディースではアーイシャ・ビント・アブー・バクルは「親が若い少女を嫁にやる場合、彼女の許可は求められるべきか？」と尋ねた。預言者は「はい、彼女は許可を出さなくてはいけません」と答えた。そして彼女は「処女は内気でしょう、アッラーの使徒よ！」と返した。預言者は「彼女の沈黙は許可である[と考えられている]」と返答したと伝えられている (Al-Bukhari, Muslim, & Others)。

### 国際人権対応
一部の国では子供に児童婚を強制しようとする親に懲役刑を設けている。

## 離婚
イスラーム圏では様々な形で離婚をすることができ、夫側から行われたり妻側から行われる離婚もある。イスラーム世界での離婚の理論と実際は時と場所によって異なると考えられるであろう。歴史的に、離婚の規則はシャリーアに則って規定されていて、伝統的なイスラーム法学によって解釈され、それらはマズハブによって異なっていた。時に歴史的な慣習は法理論から逸脱することがある。現代に、個人の地位（家族）にかかわる法が成文化され、それらは一般的に「イスラーム法の範囲内」のままであったが、離婚の規則に対する支配は伝統的な法学者から国家に移った。
女性が離婚をするための法的権限は男性と大きく異なっており、より制限されていた。女性が夫の病気や性的不能であることに気付いた場合は、裁判官は離婚が許可される前に夫に性交渉により結婚を完了するための1年の期間を与える。また、 未成年で結婚させられた女性は「思春期の選択権」を使って離婚することもでき、その際は月経があることを示すために経血について証人を出さねばならないこともある。最後に、女性は離婚のためにトルコ語で言うところの"hul"を使うことができた。これは妻が夫に離婚を求めて、夫が妻の考えを拒んだ場合、これ以降は個人の財産交換により決着する。
クルアーンでは結婚での協力を促していて、これは従うべき特定の規則により示されていることによって行われる。 

## 禁止されている結婚

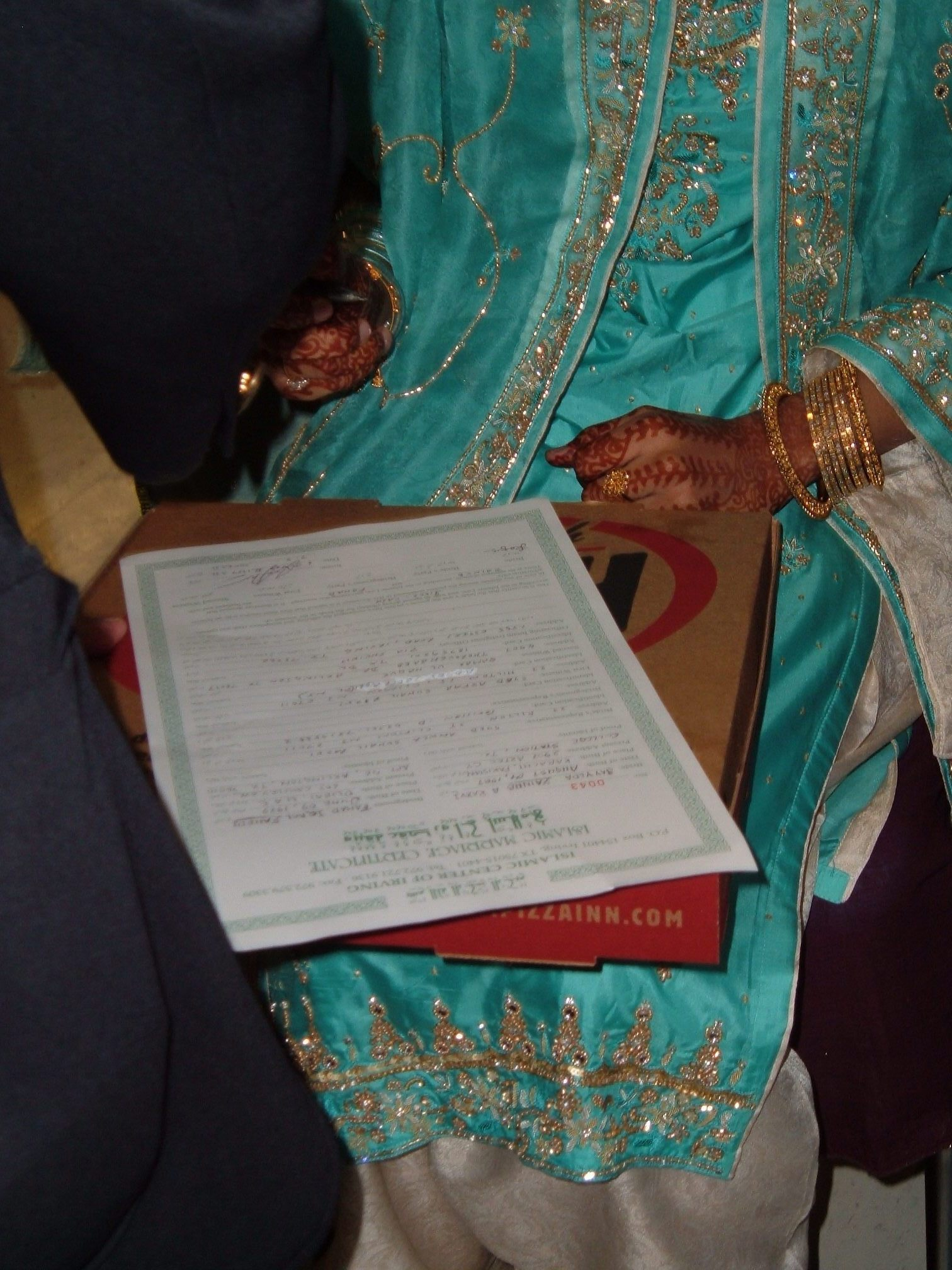
パキスタン系アメリカ人の花嫁がnikah nama (結婚証明書)に署名している様子

ジャーヒリーヤ時代のある地域の伝統では、息子は亡くなった父親のほかの妻（すなわち、自分の母親ではない）を自分の妻として受け継ぐことができた。クルアーンによってこの風習は禁止された。特定の親戚関係にある人同士の結婚は禁止の対象になる 。

### 血縁関係に基づいての禁止
親族関係などの血縁が原因で7つの関係が禁止されており、つまり、母親や娘、姉妹、父方のおば、母方のおば、そして、姪（姉妹や兄弟の娘に関係なく）のことである。この場合、 両親が同じか、片親だけが同じかの間に区別はなく、どちらも同様に禁止されている。しかしながら、再婚によって生じた関係は区別がある。つまり、 結婚を望んでいる男女については、それぞれの生物学的な父と母が異なっている場合は、結婚が許可される。また、「母親」という単語は、「父親の母親」や「母親の母親」を幅広く含意している。同様に、「娘」という単語もまた「息子の娘」や「娘の娘」を幅広く含意している。さらにまた、母方の祖父の姉妹や父方の祖母の姉妹（大おば）も同様に指示の応用に含まれる。

### 婚姻関係に基づいての禁止
父親にとっての息子の妻との結婚は禁止されており、男性から見て義理の母、妻の娘、妻の姉妹、妻のきょうだいの娘（姪）、母方と父方の妻のおばにあたる者との結婚は全て禁止されている。しかしながら、これらは条件付きの禁止事項である。まず、夫婦関係があった妻の娘だけが禁止されている。また、実の息子の義理の娘との結婚だけが禁止されている。さらに、妻の姉妹、妻の母方と父方のおば、そして妻の兄弟または姉妹の娘（姪）との結婚は、妻が夫と結婚している場合のみ禁止されている。

### 宗教に基づいての禁止
異宗教間での結婚はムスリムとムスリムでない啓典の民（通常、挙げられるのはユダヤ教徒、キリスト教徒そしてサービア教徒）の間で認められている 。歴史的にみてイスラーム文化や伝統的なイスラーム法では、ムスリムの男性はキリスト教徒やユダヤ教徒の女性との結婚を許されているのに対し、ムスリムの女性はキリスト教またはユダヤ教徒との結婚は禁止されている。ムスリムの男性がユダヤ教徒やキリスト教徒の女性と結婚するのは合法だが、多神論者の信徒である女性との結婚は合法ではない（クルアーン 5:5）。

## 一夫多妻制
シャリーア（法）によると、ムスリムには一夫多妻の習慣が許されている。クルアーンによると、結婚していない孤児の少女に対し不当である恐れがある場合のみ、1人の男性は合法的に4人まで妻を持っても良い。それでも、夫は全ての妻を平等に扱う必要がある。男性がそれらの条件を満たすことができないことを恐れている場合、男性は2人以上の妻を持つことは許されない。一妻多夫はイスラームでは禁止されている。女性は同時に2人以上の夫を持つことはできない。結婚をする予定の女性は、夫に一夫一婦制を要求または、夫が別の妻と結婚する前に妻の同意を要求する条項を婚姻契約に含めることができる。
一夫多妻制で妻の姉妹と結婚することは禁止されている。男性は妻の姉妹、妻のきょうだいの子孫、妻の祖先の姉妹とは結婚できない。

## 近代化の推進
今日の世界では、ムスリムは多くの方法でイスラームの婚姻法を世界中で習慣としている。例えばアメリカ合衆国では、2012年の社会政策・理解研究所によって研究の対象となったうち、95%のアメリカ人のムスリムの夫婦はイスラーム式の結婚であるニカーを完了させ、民事結婚許可証を手に入れていた。これは、アメリカ合衆国で法的に認められた結婚をするために必要である。その研究はまた、「場合によっては、一旦夫婦が結婚することを決めると、イスラームの婚姻契約は完了する。しかし、同棲は結婚披露宴の後、起こる。他の場合には、イスラームの婚姻契約が民事婚と同時に完了し、続けてすぐに結婚披露宴が行われる」と伝えている。
西洋諸国はシャリーアに基づくニカーフを合法的で有効な結婚と認めることを許可すべきかどうかという議論が進行している。調査によると、他にもマフルを含め、法廷で認められるのが困難であるイスラームの結婚儀礼の要素もある。アメリカやカナダでは、マフルをもらえなかった女性は法的な論争への明確な道筋がない。
調査ではさらに「信心深くはない」と自称する若いアメリカ人のムスリムでさえ、誕生や死、結婚といった重要な変わり目の瞬間には自身の信仰の儀式を受け入れていると示した。これらの機会はモスクに出席したり、祈ったり、断食を行なうことで信仰を実践していない人々にとっても感情的で行動的な基準を再確認をする動機を与える。
離婚ということになると、2014年に社会政策・理解研究所によって行われた調査では、「アメリカのムスリムにとってはそれぞれ2種類の離婚率がよく引き合いに出されるがそれぞれ32.33%と21.3%である 」と述べられた。アメリカ合衆国やカナダの国内では、調査でインタビューされた多くのムスリムの夫婦が宗教的な離婚とその手続きを大切にしていると言及している。夫婦の離婚の手続きを切り抜けるのを助けてくれる宗教者に頼る人もいるが、未だ多くの人々は民事婚を終わらせるために訴訟を起こしている。北米のイスラームコミュニティの中で、今日の離婚したムスリムの女性はまた、離婚に関連する汚名に直面しており、それが再婚を求めることを困難にしている可能性がある。
結婚についての性役割や考えはまた、結婚に関する多くの規則が確立されたイスラーム初期以来、移り変わった。社会政策・理解研究所は、「この研究で最も頻繁に見受けられる家庭内対立の原因は、変化する性役割と期待をめぐる対立であった」と報告した。過去30年間の高等教育や専門職における全国的な女性の増加を引用し、「多くの場合は、子育てと家庭生活を職業上の目標と調査させようとしている」と述べている。
2017年の3月、ウイグル人であり、新疆ウイグル自治区ホータン地区チラ県チャカ郷ベクチャン村の共産党書記であるサラメット・メメティミンは、家でニカーを誓ったことで職務を解職された。 2020年のラジオ・フリー・アジアのインタビューでは、 カシュガル（喀什）地区の疏附県の住民や役人はこの国で伝統的なウイグル式のニカーを執り行うことはもはや不可能であると述べた。

## 参照
1. ↑  “Getting Married”. 2018年10月4日時点のオリジナルよりアーカイブ。2018年10月4日閲覧。
2. ↑  Wehr, Hans. Hans Wehr Dictionary of Modern Written Arabic: a compact version of the internationally recognized fourth edition. Ed. JM Cowan. New York: Spoken Language Services, Inc., 1994. Archived 2017-06-19 at the Wayback Machine.. Print.
3. ↑  Berg, H. "Method and theory in the study of Islamic origins". Archived 2016-05-09 at the Wayback Machine. Brill 2003 ISBN 9004126023, 9789004126022. Accessed at Google Books 15 March 2014.
4. ↑  Hughes, T. "A Dictionary of Islam." Archived 2016-04-23 at the Wayback Machine. Asian Educational Services 1 December 1995. Accessed 15 April 2014.
5. ↑  Pohl, F. "Muslim world: modern Muslim societies". Archived 2016-06-24 at the Wayback Machine. Marshall Cavendish, 2010. ISBN 0761479279, 1780761479277. pp. 47–53.
6. ↑  “Misyar now a widespread reality”. Arab News. 2017年時点のオリジナルよりアーカイブ。2022年1月16日閲覧。
7. ↑  Elhadj, Elie (2006). The Islamic Shield: Arab Resistance to Democratic and Religious Reforms. Universal Publishers. p. 51. ISBN 978-1599424118
8. ↑  “Misyar Marriage”. Al-Raida (Beirut University College, Institute for Women's Studies in the Arab World) (92–99):  58. (2001).
9. 1 2 3 4 5 6 7 8 9  Schacht, J. (1995). “Nikāḥ, in classical Islamic law”. In Bosworth, C. E. [英語版]; van Donzel, E. [英語版]; Heinrichs, W. P. [英語版]; Lecomte, G. [英語版] (eds.). The Encyclopaedia of Islam, New Edition, Volume VIII: Ned–Sam. Leiden: E. J. Brill. pp. 26r – 29l. ISBN 90-04-09834-8.
10. ↑  al-Hibri, Azizah Y.; Mubarak, Hadia (2009). “Marriage and Divorce”. In Esposito, John L. (ed.). The Oxford Encyclopedia of the Islamic World. Oxford: Oxford University Press. 2016年3月26日時点のオリジナルよりアーカイブ. 2019年2月6日閲覧.
11. ↑  Vincent J. Cornell (2007), Voices of life: family, home, and society. p. 59–60 (Marriage in Islam by Nargis Virani).
12. ↑  Hans Wehr; J. Milton Cowan (1976). A Dictionary of Modern Written Arabic (3rd ed.). Spoken Language Services. p. 997
13. ↑  “How Intimate Can a Couple be Post-Nikkah, but Pre-Marriage?”. Muslim Matters (2020年3月22日). 2020年4月15日閲覧。
14. 1 2 3 4  Rahim, Abdur (1911). The Principles Of Muhammadan Jurisprudence. Luzac And Company 2025年1月27日閲覧。
15. 1 2 3 4 5 6 7 8 9 10 11 12  Shah, Niaz (2006). Women, The Koran and International Human Rights Law: The Experience of Pakistan. Studies in Religion, Secular Beliefs and Human Rights. BRILL. ISBN 9789047410171
16. 1 2  Ahmed, Leila (1992). Women and Gender in Islam. New Haven & London: Yale University Press. pp. 76–77
17. ↑  Esposito, John (2002). What Everyone Needs To Know About Islam. Oxford Press. pp. 80
18. ↑  “Islams Women - Introduction to Marriage in Islam”. islamswomen.com. 2015年11月25日時点のオリジナルよりアーカイブ。2015年9月22日閲覧。
19. ↑  Q4:3, 50+ translations, islamawakened.com
20. 1 2 3  Esposito (2005) p. 79
21. 1 2  Khadduri (1978)
22. ↑  Esposito (2004), p. 339
23. ↑  “Chapter: Seeking permission of a previously-married woman in words, and of a virgin by silence”. Hadith - The Book of Marriage - Sahih Muslim 2015年9月22日閲覧。
24. ↑  “Chapter: The father or the guardian cannot give a virgin or matron in marriage without her consent”. Hadith - Book of Wedlock, Marriage (Nikaah) - Sahih al-Bukhari 2015年9月22日閲覧。
25. ↑  “ニカー - 結婚契約 » Japan Islamic Trust”. www.islam.or.jp. 2022年1月16日閲覧。
26. 1 2  The Encyclopaedia of Islam, New Edition, Vol. VIII, p. 27, Leiden 1995.
27. ↑  Amin Ahsan Islahi, Tadabbur-i Qur’an, vol. 5, 400.
28. ↑  Q24:33, islamawakened.com
29. 1 2  Q24:32, 50+ translations, islamawakened.com
30. ↑  "Same Sex Marriage and Marriage in Islam". irfi.org. Archived from the original on 2015-09-24. Retrieved 22 September 2015.
31. ↑  Introduction to Islam by Dr. Muhammed Hamidullah
32. ↑  Quran 24:3
33. ↑  Abu Da’ud, Sunan, vol. 2, 227, (nos. 2051 Archived 2014-07-09 at the Wayback Machine.-2052 Archived 2014-07-09 at the Wayback Machine.)
34. ↑  Quran 2:221
35. ↑  Quran 60:10
36. ↑  “Hadith - Book of Tricks - Sahih al-Bukhari”. sunnah.com. 2015年7月30日時点のオリジナルよりアーカイブ。2015年9月22日閲覧。
37. ↑  Ilyas, Aleena (2020年3月3日). “A Virgin Bride in Islam”. nikahforever. 2020年7月12日閲覧。
38. ↑  
Al-Bukhari, Al-Jami‘ al-sahih, 919, (no. 5138) Archived 2014-05-28 at the Wayback Machine.
39. ↑  “Honour killings 'un-Islamic,' fatwa declares in wake of Shafia trial”. The Globe and Mail. 2016年3月4日時点のオリジナルよりアーカイブ。2015年9月22日閲覧。
40. ↑  “Marriage without Wali”. People of Sunnah.   People of Sunnah. 2016年8月14日時点のオリジナルよりアーカイブ。2016年7月29日閲覧。
41. ↑  Quran 2:228
42. ↑  Keddie, Nikki (1992). Women in Middle Eastern History: Shifting Boundaries in Sex and Gender. p. 8. ISBN 0300157460 2020年4月20日閲覧。
43. ↑  Amin Ahsan Islahi, Tadabbur-i Qur'an, vol. 2, 291–292
44. ↑  “Donatio Propter Nuptias”. lawin.org. 2015年9月23日時点のオリジナルよりアーカイブ。2015年9月22日閲覧。
45. ↑  Kecia Ali, "Marriage in Classical Islamic Jurisprudence: A Survey of Doctrines", in The Islamic Marriage Contract: Case Studies in Islamic Family Law 11, 19 (Asifa Quraishi & Frank E. Vogel eds., 2008).
46. 1 2  “Dowry for Marriage in Quran / Submission (Islam)”. masjidtucson.org. 2016年3月5日時点のオリジナルよりアーカイブ。2015年9月22日閲覧。
47. ↑  PEARL & MENSKI, supra note 11, ¶ 7–16, at 180.
48. ↑  "Islams Women - Fiqh of Marriage - Dowry". islamswomen.com. Archived from the original on 2015-09-14. Retrieved 22 September 2015.
49. ↑  (PDF) The Islamic Institution of Mahr and American Law[リンク切れ] by Richard Freeland, Gonzaga University
50. ↑  Risalah-ye Towzihul Masaael-e Imam Khomeini. (Persian and Arabic). Title translation: Imam Khomeini's Islamic Laws Explanation Book . Niloofaraaneh Publications. With the cooperation of Mosol, Gorgan and Ebadorrahmaan Publications. 18th print. 2011. ISBN 964-7760-28-0. Bibliographical data Archived 2017-03-02 at the Wayback Machine.."Pages 375 & 376. Marriage Contract Requirements and Conditions. Question No. 2370. Translation: "Marriage contract and marriage agreement have several requirements: First,.... Fifth, Woman and man [must] be content to the marriage and must be willing for it; but, if the woman, in appearance (apparently), gives permission reluctantly and it is obvious and known that she is content to the marriage inly (= in heart), the contract and agreement are valid"
51. ↑  http://www.sistani.org/english/book/48/ . See marriage links in the table of contents. Permanent version
52. ↑  Resaaleye Daneshjouyi; Porsesh-ha va Pasokh-ha. Motaabeghe Nazar-e 10 Tan az Maraaje'e Ezaam. رساله دانشجویی؛ پرسش ها و پاسخ ها. مطابق نظر ده تن از مراجع عظام. Ma'aaref Publication. Student's Risalah. Questions and Answers. Compatible with the Fatwa of Ten People of Marja's. ISBN 978-964-531-307-2.
53. ↑  http://www.islamawareness.net/Marriage/marriage_article001.html Permanent archived link
54. ↑  http://www.islamhelpline.net/node/7611 . Permalink
55. ↑  
https://works.bepress.com/olanikeodewale/1/download/ Archived 2017-01-05 at the Wayback Machine. Permalink
56. ↑  https://www.soundvision.com/article/an-nikah-the-marriage-covenant Permalink
57. ↑  Marriage (Part I of II) | Islamic Laws | Books on Islam and Muslims | Al-Islam.org. Permalink
58. ↑  Encyclopaedia of Islam New Edition, Leiden 1995, tome 8, page 27 b, article Nikāḥ: "The wali can only give the bride in marriage with her consent, but in the case of a virgin, silent consent is sufficient. The father or the grandfather, however, has the right to marry his daughter or granddaughter against her will, as long as she is a virgin (he is therefore called wali mudjbir, wali with power to coercion); the exercise of this power is, however, very strictly regulated in the interests of the bride."
59. ↑  “Sahih Muslim. 16.The Book of Marriage. Hadith 80. 1421 c In-book reference”. Sunnah.com. 2019年11月13日閲覧。
60. ↑  “Hadith on Marriage: Wife must consent to her marriage”. Abu Amina Elias (2012年9月15日). 2019年11月13日閲覧。
61. ↑  “Marriage in Islam”. sahih-bukhari.com. 2015年2月6日時点のオリジナルよりアーカイブ。2015年2月20日閲覧。
62. ↑  “MP acts against forced marriage”. Stuff (2012年11月12日). 2015年9月24日時点のオリジナルよりアーカイブ。2015年9月22日閲覧。
63. 1 2  Maaike Voorhoeve (2013). “Divorce. Modern Practice”. The Oxford Encyclopedia of Islam and Women. Oxford: Oxford University Press. doi:10.1093/acref:oiso/9780199764464.001.0001. ISBN 9780199764464. 2017年2月4日時点のオリジナルよりアーカイブ. 2017年2月16日閲覧.
64. 1 2  Maaike Voorhoeve (2013). “Divorce. Historical Practice”. The Oxford Encyclopedia of Islam and Women. Oxford: Oxford University Press. doi:10.1093/acref:oiso/9780199764464.001.0001. ISBN 9780199764464. 2017年2月4日時点のオリジナルよりアーカイブ. 2017年2月16日閲覧.
65. ↑  Kermeli, Eugenia (2013). “Marriage and Divorce of Christians and New Muslims in Early Modern Ottoman Empire: Crete 1645-1670”. Oriente Moderno 93 (2):  495–514. doi:10.1163/22138617-12340029. hdl:11693/38283. ISSN 0030-5472. JSTOR 24710921.
66. ↑  Husni, Ronak (2007-11-29). Husni, Ronak; Newman, Daniel L. eds. Muslim Women in Law and Society. doi:10.4324/9780203938317. ISBN 9781134112746
67. ↑  Quran 4:22
68. ↑  Ghamidi, Javed Ahmad (英語). Mizan: A Comprehensive Introduction to Islam. Lahore: Al-Mawrid
69. ↑  Malik ibn Anas, Al-Mu’atta’, 341, (no. 1600)
70. ↑  John L. Esposito, ed. (2014). “Ahl al-Kitab”. The Oxford Dictionary of Islam. Oxford: Oxford University Press. doi:10.1093/acref/9780195125580.001.0001. ISBN 9780195125580.
71. ↑  Hood, Ralph W.; Cheruvallil-Contractor, Sariya, eds (2020). “Being Married to a Non-Muslim Husband: Religious Identity in Muslim Women's Interfaith Marriages”. Research in the Social Scientific Study of Religion: A Diversity of Paradigms. 31. Leiden and Boston: Brill Publishers. pp. 388–410. doi:10.1163/9789004443969_020. ISBN 978-90-04-44348-8. ISSN 1046-8064
72. ↑  Leeman, A. B. (Spring 2009). “Interfaith Marriage in Islam: An Examination of the Legal Theory Behind the Traditional and Reformist Positions”. Indiana Law Journal (Bloomington, Indiana: Indiana University Maurer School of Law) 84 (2):  743–772. ISSN 0019-6665.  オリジナルの23 November 2018時点におけるアーカイブ。 2021年8月25日閲覧。.
73. ↑  Quran 5:5 (Translated by Yusuf Ali)
74. ↑  Quran 4:3 (Translated by Yusuf Ali)
75. ↑  https://www.aljamiah.or.id/index.php/AJIS/article/download/82/105&ved=2ahUKEwiokJaklsrvAhXVVBUIHdXaDhkQFjALegQIChAC&usg=AOvVaw0bzsy9uuHYVsCSol-DxEYX
76. ↑  “Is a Muslim man allowed to be married to two sisters? » Questions on Islam” (英語). Questions on Islam. 2022年1月16日閲覧。
77. 1 2  
Macfarlane, Julie (2012年1月). “Understanding trends in american mUslim divorce and marriage: A Discussion Guide for Families and Communities”. The Institute for Social Policy and Understanding. p. 11. 2018年3月14日時点のオリジナルよりアーカイブ。2018年2月13日閲覧。
78. ↑  
Macfarelane, Julie (2012年1月). “Understanding trends in American Muslim divorce and marriage: A Discussion Guide for Families and Communities”. The Institute for Social Policy and Understanding. p. 11. 2018年3月14日時点のオリジナルよりアーカイブ。2018年2月13日閲覧。
79. ↑  Smith, David (2018年3月3日). “'Are you concerned by sharia law?': Trump canvasses supporters for 2020” (英語). the Guardian. 2018年3月13日時点のオリジナルよりアーカイブ。2018年3月14日閲覧。
80. ↑  Macfarlane, Julie (2012年1月). “Understanding trends in American Muslim divorce and marriage: A Discussion Guide for Families and Communities”. The Institute for Social Policy and Understanding. p. 6. 2018年3月14日時点のオリジナルよりアーカイブ。2018年1月13日閲覧。
81. ↑  “Recommendations for Promoting Healthy Marriages & Preventing Divorce in the American Muslim Community”. The Institute for Social Policy and Understanding.   The Institute for Social Policy and Understanding. p. 11 (2014年6月). 2016年10月9日時点のオリジナルよりアーカイブ。2018年2月13日閲覧。
82. ↑  “Recommendations for Promoting Healthy Marriages & Preventing Divorce in the American Muslim Community”. The Institute for Social Policy and Understanding. p. 7 (2014年6月). 2016年10月9日時点のオリジナルよりアーカイブ。2018年2月13日閲覧。
83. 1 2  Macfarlane, Julie (2012年1月). “Understanding trends in American Muslim divorce and marriage: A Discussion Guide for Families and Communities”. The Institute for Social Policy and Understanding. p. 33. 2018年3月14日時点のオリジナルよりアーカイブ。2018年2月13日閲覧。
84. ↑  “Recommendations for Promoting Healthy Marriages & Preventing Divorce in the American Muslim Community”. The Institute for Social Policy and Understanding. pp. 9–10 (2014年6月). 2016年10月9日時点のオリジナルよりアーカイブ。2018年2月13日閲覧。
85. 1 2  Macfarlane, Julie (2012年1月). “Understanding trends in American Muslim divorce and marriage: A Discussion Guide for Families and Communities”. The Institute for Social Policy and Understanding. p. 40. 2018年3月14日時点のオリジナルよりアーカイブ。2018年2月13日閲覧。
86. ↑  “'No Sign' of Kazakh Imam Scheduled For Release From Prison in July”. Radio Free Asia (2017年8月9日). 2019年12月16日閲覧。 “In March, Xinjiang authorities fired an ethnic Uyghur official for holding her wedding ceremony at home according to Islamic traditions instead of at a government-sanctioned venue. Salamet Memetimin, the communist party secretary for Chaka township’s Bekchan village, in Hotan (in Chinese, Hetian) prefecture’s Chira (Cele) county, was among 97 officials recently charged with disciplinary violations, according to an April 10 report by the state-run Hotan Daily newspaper. Local residents said the woman was relieved of her duties for taking her "nikah" marriage vows in her own home. "I think this may be a local policy unique to Xinjiang," the source said. "You have to first apply for a marriage certificate and then carry out the Islamic practice of nikah." "The imams aren't allowed to perform nikah if there is no marriage certificate, or they will be sent to prison."”
87. ↑  “Xinjiang Authorities Restrict Islamic 'Nikah' Wedding Rites, Citing Danger to 'Stability'”. Radio Free Asia (2020年8月25日). 2020年8月26日閲覧。